# Crocus michelsonii
Crocus michelsonii är en irisväxtart som beskrevs av Boris Fedtjenko. Crocus michelsonii ingår i släktet krokusar, och familjen irisväxter. Inga underarter finns listade i Catalogue of Life.